# 김익노
김익노(金益魯, 1904년/1905년 4월 15일(?) 영일/칠곡(?)~?)는 대한민국의 정치인이다.
영일공립보통학교를 졸업하고 일본 도쿄 농업대학 실과 수강하고 달성군대구시농회 기수, 삼우공업주식회사 사장, 대구시 시정회장, 남선민보사 사장, 한국독립당 경북도당 선전부장, 독립신문 경북지사장, 징계자격위원장, 자유당경북도당위원장을 역임하였다. 초대, 제2대, 제3대, 제4대 국회의원을 역임하였다. 제4대 국회의원 재임 중인 1959년 당선 무효를 선고받았다.

## 역대 선거 결과
|  | 42.02% |

|  | 20.80% |

|  | 72.18% |

|  | 82.31% |

|  | 9.14% |

## 참고 자료
- 《대한민국 의정총람》, 국회의원총람발간위원회, (1994년)
- 김익노 - 대한민국헌정회